# Nina S. de Friedemann
Nina Sánchez de Friedemann, pionera no solo de los estudios Afrocolombianos, sino también de la antropología visual. Sus proyectos a lo largo y ancho del litoral pacífico, del Caribe continental y del Caribe insular, describiendo las trayectorias y memorias culturales de las poblaciones negras, o afrocolombianas, las cuales permanecieron por siglos al margen de la historia del Colombia, y su particular forma de escribir Etnografias, apoyándose en fotografías y películas, así como su necesidad de involucrar la comunidad en los procesos propios de la investigación social, la han convertido en un icono de la antropología nacional.
Sus investigaciones hicieron visible el aporte de los Afrodescendientes en el desarrollo de Colombia. Güelmanbi, San Basilio de Palenque, Isla_de_San_Andrés_(Colombia) y Quibdó son apenas unas paradas en su infatigable recorrido por diferentes zonas del país, de donde saltó a buscar las conexiones con el continente africano. Sus extensas investigaciones sirvieron de base para la redacción de la Ley 70, o ley de comunidades negras, que jurídicamente visibilizó y otorgó reconocimientos legales, territoriales y políticos a este grupo étnico en 1993. 
Fue considerada innovadora en la presentación de datos científicos de tal manera que llegaran a los grupos y comunidades de donde salieron y en la creación de nuevas escrituras antropológicas. También exploró el uso de medios visuales para documentar sus investigaciones, de manera que se convirtió en pionera del cine etnográfico donde se resaltan trabajos como La fiesta del indio en Quibdó y Congos. Su estética y su mirada antropológica alcanzan gran expresión con la publicación del libro Ma N'gombe: guerreros y ganaderos en Palenque (1979), en colaboración con el fotógrafo Richard Cross. 
Entre otras contribuciones está la fundación de la revista América Negra y múltiples libros, algunos en coautoría con Jaime Arocha. Encontramos en toda su obra extenso material sobre la Diáspora africana en Colombia, el recuento del resultado de siglos de resistencia y de supervivencia y la gran riqueza cultural que enorgullece y da dignidad a este grupo étnico. Con esta obra, Nina S. De Friedemann logró que se les considerara actores políticos en la historia nacional.

## Biografía
Antropóloga nacida en Bogotá, Colombia en 1935. Luego de terminar el bachillerato, fue llevada por su padre a Nueva York. De regreso al país se graduó del Instituto Colombiano de Antropología e Historia de Bogotá en 1964. La monografía fue sobre gente de ascendencia muisca, tenencia de tierras, un factor de marginación socioeconómica en una comunidad rural, “El común de indígenas” en Churuguaco.
Tuvo que apoyar a su familia mediante trabajos burocráticos. Uno de ellos la llevó a Nueva York, donde se matriculó en Hunter College, de donde pasó a la Universidad del Sur de California. En Los Ángeles
conoció a un psicólogo y artista plástico, Robert Friedemann, con quien se casó y con quien regresó a Bogotá. 
Friedemann pasó a Atlanta, donde ingresó al Center for Research in Social Change de la Universidad Emory, del cual fue investigadora asociada desde 1967
A finales del decenio de 1960 y durante los setenta, exploró la integración entre palabra e imagen mediante documentales que como La fiesta del indio en Quibdó y Congos, se convirtieron en mojones del cine etnográfico colombiano; y en la serie Zazacuabi, obra galardonada por el Museo Arqueológico del Banco Popular, con cuadernos escritos por expertos sobre temas antropológicos ilustrados mediante transparencias.
En 1972, junto con Hernando Sabogal y Diane Witlin expusieron una muestra antropológica visual que titularon Minería del oro siglo XX. Barbacoas, Nariño. Consistía en 79 fotografías que colgaron de 24 paneles con sus respectivos mapas, leyendas y títulos, localizados en la arquería sur del Museo Nacional, desde donde llevaron la muestra a las universidades del Atlántico, Nariño y Cauca. 
En 1974, publicó tres artículos emblemáticos en la Revista Colombiana de Antropología, en los cuales procuró comprender las dinámicas culturales de la gente negra del litoral pacífico. Estos textos supusieron un desplazamiento geográfico con respecto a la actividad previa de esta investigadora, que había estado centrada en la isla de San Andrés_(Colombia)  e isla de Providencia, pero también implicaron una transformación significativa en los interrogantes y los marcos conceptuales utilizados para descifrar el complejo entrelazamiento entre el medio físico y la cultura e historia negras del Pacífico sur.
Ejerció la docencia en la Universidad Nacional de Colombia y, en calidad de profesora visitante, en la Universidad de Georgia y en la Universidad de Alabama. Participó en numerosas investigaciones sobre grupos negros y relaciones interétnicas.  Dirigió películas de temas antropológicos. Fue miembro fundador de la Sociedad Antropológica de Colombia y de la Unión Nacional de Escritores; fue asociada permanente de investigación del cambio social de la Universidad Emory y miembro de la Asociación Antropológica Americana y de la Sociedad para la Antropología de la Comunicación Visual; Asimismo, fue integrante de la Expedición Humana de la Universidad Javeriana y Antropología del Instituto Colombiano de Antropología e Historia en Colombia, ICANH.
Luego entre 1989 y 1992 en Caracas, fue asesora y profesora visitante del Departamento de Antropología del Instituto Venezolano de Investigaciones Científicas donde contribuyó a fundar el programa de estudios Afrovenezolanos, así como en 1994 a Ouidah, Benín, con ocasión del lanzamiento del Programa Unesco la Ruta del Esclavo, de cuyo Comité Científico hizo parte hasta su muerte. 
Dirigió la revista América Negra, publicación del proyecto Expedición humana de la Pontificia Universidad Javeriana, al que estuvo vinculada varios años. El 29 de octubre de 1998, la investigadora sufrió un infarto y murió en el Hospital Militar de Bogotá. Fue autora de unos 20 libros e innumerables artículos y ensayos publicados en revistas científicas.
Posterior a su muerte, en el año 2000 la familia Friedemann donó a la Biblioteca Luis Ángel Arango de Bogotá, el archivo de trabajo de Nina* compuesto por impresos, manuscritos, notas de campo y de investigación, correspondencia, cintas y casetes de audio, y una importante colección visual de fotografías, diapositivas, contactos y cintas de video. Este material estuvo resguardado hasta 2008 cuando la Biblioteca comenzó su catalogación. Luego MangleRojo en el marco de la Beca BLAA 50 Años, inició el trabajo con el conjunto visual correspondiente a la colección afrocolombiana. El proceso tuvo un segundo apoyo gracias al Instituto Colombiano de Antropología e Historia que concedió al equipo la Beca Nina S. de Friedemann a la Investigación en Antropología Visual.

## Otros aportes
En 1977 comenzó la que se considera investigación sobre la historia de la antropología colombiana. Ella y su equipo entrevistaron a más de 50 científicos sociales de Colombia y otros países. Este estudio fue patrocinado por la Fes y Colciencias. Se tituló "Un siglo de investigación social: Antropología en Colombia" (1984, Etno). La minucia de este estudio permitió establecer casi medio siglo después de investigación antropológica en este país (sobre todo teniendo en cuenta que es uno de los territorios con mayor número y mayor variedad de culturas e idiomas indígenas no existiera una obra capaz de interesar a públicos amplios en los nativos.
A partir de la obra "Herederos del jaguar y la anaconda" se convirtió en una de las autoridades más activas para promover un derecho que todas sociedades humanas deben defenderse para coexistir en escenarios de pluralidad política y cultural. Ese libro incluye ensayos sobre indígenas guajiros, cunas, emberas y guahibos. (a cargo de Friedmann) y los referentes a grupos amazónicos, sibundoyes, caucas y coguis fueron preparados por Jaime Arocha. 

## Publicaciones

### Libros
- Ceremonial religioso funébrico representativo de un proceso de cambio en un grupo negro de la isla de San Andrés (Colombia). Friedemann, Nina S. de. 1964-65.
- Güelmabí: Formas económicas y organización social. Friedemann, Nina S. de. 1969.
- Minería, descendencia y orfebrería artesanal, litoral Pacífico (Colombia), Nina S. De Friedemann, 1974,
- La cultura negra del litoral ecuatoriano y colombiano. Un modelo de adaptación étnica. Whitten, Norman y Nina S. de Friedemann. 1974.
- Indigenismo y aniquilamiento de indígenas en Colombia, Nina S. De Friedemann, Juan Friede, D Fajardo, 1975.
- Cine documento: Una herramienta para investigación y comunicación social. Friedemann, Nina S. de. 1976.
- Orfebres y Dioses de Oro en Colombia. Friedemann, Nina S. de. 1976.
- Tierra, tradición y poder en Colombia. Enfoques antropológicos. Nina S. De Friedemann.  1976.
- Ma Ngombe: guerreros y ganaderos en Palenque, Cross, Richard y Nina S. de Friedemann. 1979.
- Bibliografía Anotada y Directorio de Antropólogos Colombianos. Nina S. De Friedemann.  1979.
- Escultores del espíritu, Friedemann, Nina S. de. 1981.
- Herederos del jaguar y la anaconda, Nina S. de Friedemann y Jaime Arocha.  1982.
- Lengua y Sociedad en el Palenque de San Basilio. Friedemann, Nina S. de. y Carlos Patiño. 1983.
- Un siglo de investigación social: antropología en Colombia. Nina S De Friedemann, Jaime Arocha Rodríguez, Xochitl Herrera, Myriam Jimeno, Miguel LoboGuerrero, Nestor Miranda Ontaneda, Carlos Patiño Roseli , Roberto Pineda Camacho y Olga Restrepo, 1984.
- Un Siglo de Investigación Social, Antropología en Colombia, Friedemann Nina S. De, Jaime Arocha, 1985.
- Troncos among black miners in Colombia" . Nina S. De Friedemann. 1985.
- Carnaval en Barranquilla. Friedemann, Nina S. de. 1985
- De sol a sol: Génesis, transformación y presencia de los negros en Colombia. Friedemann, Nina S. de. y Jaime Arocha. 1986
- Antropología en Colombia:Después de la conmocion , Nina S. De Friedemann, 1987.
- Cabildos negros: refugios de africanía en Colombia" . Nina S. De Friedemann, 1988.
- Criele Criele Son. Arte, religión y cultura en el litoral Pacífico. Friedemann, Nina S. de. 1989.
- El Choco, Magia y Leyenda. Friedemann, Nina S. de. y Alfredo Vanín 1991.
- Huellas de Africanía en la diversidad colombiana. Friedemann, Nina S. de. 2000.
- La saga del negro: Presencia Africana en Colombia. Friedemann, Nina S. de. 1993.
- Fiestas :Celebraciones y ritos de Colombia. Nina S. De Friedemann, Jeremy Horner y Benjamin Villegas Jimenea, 1995.
- Entre la tierra y el cielo: magia y leyendas del Chocó. Nina S. de Friedemann, 1995.·
- De la tradición oral a la etnoliteratura. Nina S. de Friedemann.  1997.

### Estudios Antropológicos
- El Fondo. Arocha, Jaime,  Nina S. de Friedemann. 2003.
- Cronista de Disidencias y Resistencias. Nina S. De Friedemann. 2008.
- Huellas de africanía en Colombia: nuevos escenarios de investigación. Friedemann, Nina S. de. 1992.
- Miss Nansi, old Nansi y otras relaciones del folclore de San Andrés. Friedemann, Nina S. de. 1964.

## Reconocimientos
Fue distinguida con la Fulbright-Hays, como profesora visitante en los Estados Unidos y nominada en 1987 por la Unión Nacional de Escritores por Colombia al Premio_Gabriela_Mistral establecido por la OEA.

## Homenajes póstumos
Se le han hecho homenajes póstumos a través de publicaciones:
- El "migrante desnudo" el ciudadano diferido "presencia pisos" Negro en América Latina, discursos y representaciones: un tributo a Nina S. Friedmann. por Lavou Victorian en 2003.[12]
- La ruta del Esclavo, un homenaje que auspició el Programa UNESCO , y que se efectuó los días 28 y 29 de octubre de 2004, en la Biblioteca Luis Ángel Arango de Bogotá, Colombia.
- African Saga: Cultural Heritage and Resistance in the Diaspora (Kol Bat)Nina S. De Friedemann, publicada por World Arts Press, en 2007